# レウエンベルゲリア・ブレオ
レウエンベルゲリア・ブレオ（学名: Leuenbergeria bleo）は、サボテン科レウエンベルゲリア属の常緑広葉樹。主としてパナマからコロンビア西部に分布する。サボテン科ではあるが細い枝と明確な葉を備える。乾燥耐性が低く熱帯雨林気候に適応している。一見サボテンに見えないことが特徴だが、葉脇にはサボテン科特有の刺座と多数の刺がある。
流通名としては旧名のペレスキア・ブレオ（Pereskia bleo）や英名のワックスローズ（Wax Rose）が使われることがある。桜麒麟（サクラキリン）やローズカクタスの名で流通することがあるが、これは誤りで、逆に桜麒麟や大葉麒麟（オオバキリン）がPereskia bleoなる名で誤って流通することもある。同属の月の砂漠に倣って月の薔薇（ツキノバラ）という和名が提案されている。

## 分布と生育環境
自然分布はパナマ東部、コロンビア西部が分布の中心である。コロンビア中部のマグダレナ川水系にも生えており、こちらではやや高い所（〜1300m）に分布する。自生地では、川沿いや海岸、山火事跡地などに生えていることが多い。これは樹高があまり高くならないため、熱帯雨林の極相には向かないためである。このほか、二次林や生け垣としてもよく見かける。東南アジアなどの暖地に多数持ちこまれており、地域によっては生垣として普通に見かける。
自生地は熱帯で、熱帯雨林気候から熱帯モンスーン気候、一部はサバナ気候まで分布。雨を比較的好む木の葉サボテンといえども乾燥林に生えているのが普通であり、サボテン科において熱帯雨林気候への適応は他に殆ど例が無い。降雨が豊富で、年中雨が降っているか、軽い乾季がある程度、年間平均降水量は1000-3000mmに達する。サボテン科としてはおそらく最も水を好むものである。気温も年間平均気温が27℃が標準的となっている。

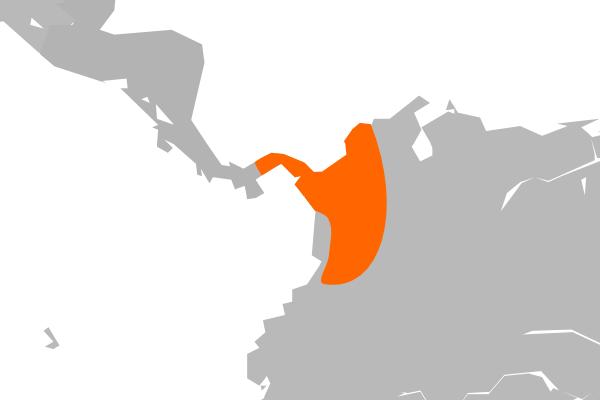
L. bleoの分布図

## 形態
樹高は2mから最大で8mの灌木〜低高木。幹は最大15cmであまり太くならない。若い幹は光沢のある樹皮におおわれるが、成長とともにひび割れ、光沢が無くなっていく。塊根は形成しない。

### 刺座と刺
刺座は葉脇にあり、多数の刺を備える。刺は2年目の枝で30-40本にも達することがある。他の多くの木の葉サボテンの様にここから短枝葉の形で葉を出すことはまず無く、長枝が新たに伸びない限り数年間継続して刺のみを出し続ける。刺は1cm前後で比較的短いが、細く鋭いため触ると痛い。

### 葉

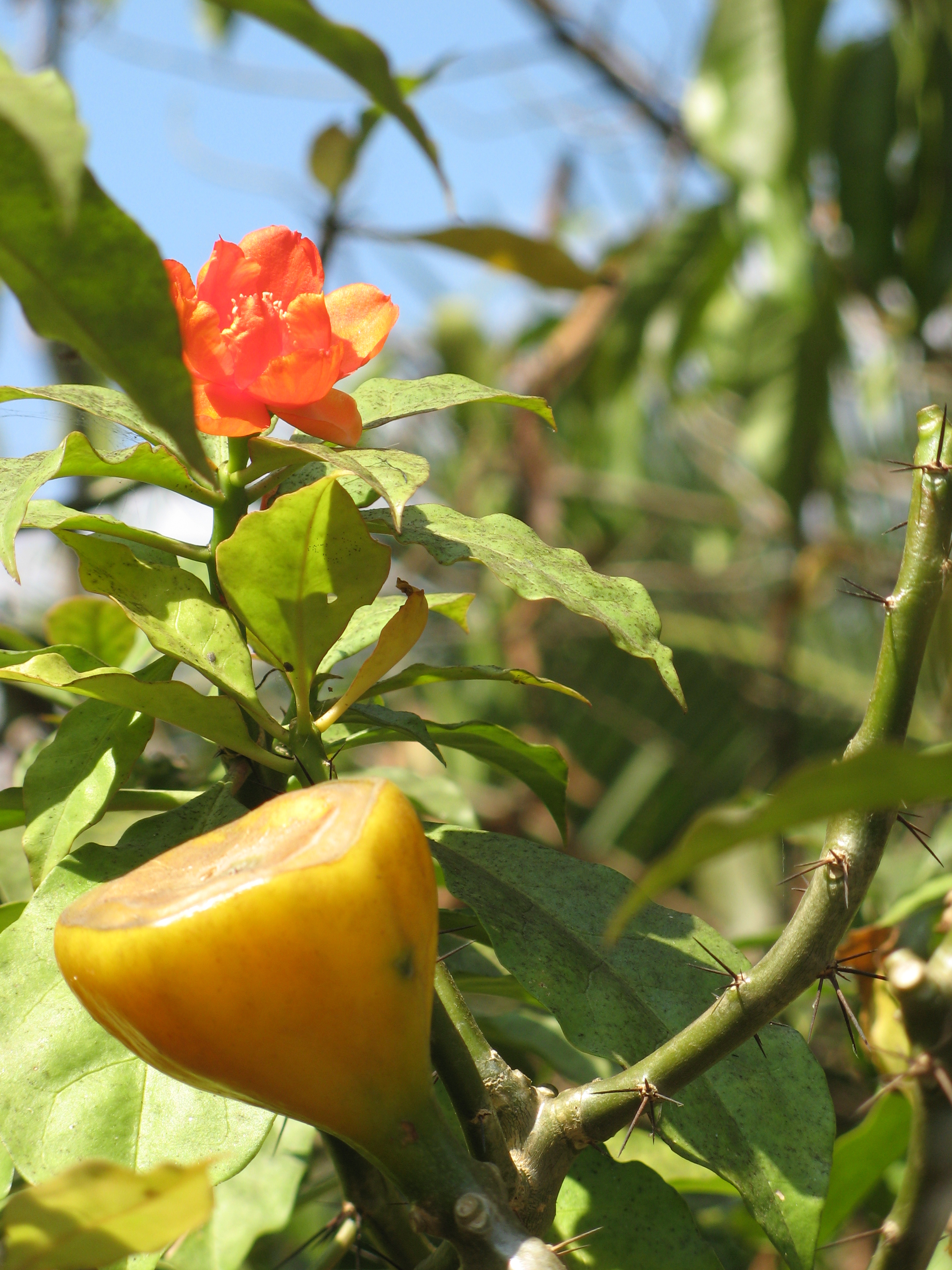
実と花

葉は楕円形または皮針形で明確な葉柄を持つ。大きさは6〜20cm×2〜7cmと、サボテン科ではオオバキリンに次いで大きい。葉を裏から見ると、葉脈がやや赤みを帯びて盛り上がり、表から見ても白く目立つため、他の木の葉サボテンとは葉の風貌がかなり異なっている。葉は長枝葉はすべて大型の葉として、短枝葉は全て刺として葉出する性質がある。
他の多くのサボテンと異なり樹皮には気孔が無く、光合成は葉に強く依存している。乾燥下においてもCAM型光合成は誘導されず、単純なカルビン・ベンソン回路を用いるC3植物としてふるまう。

### 花及び実
花は直径5cm前後で、赤〜オレンジ色。（自生地では）3月から6月に開花。かつてペレスキア・パナメンシス（Pereskia panamensis）と呼ばれたグループの中には、時に黄白色に近いものもある。果実は黄色い盃状で、特徴がある。種は5-8mmもあり、黒くて大きい。実は食べられるが、すっぱくてそのままでは美味しくない。

## 分類
学名はleuenbergeria bleo。分類はサボテン科、木の葉サボテン亜科の北方木の葉サボテン属（レウエンベルゲリア属）に属している。かつてはPereskia（ペレスキア属）に纏められていたが、木の葉サボテンという分類は側系統であり、よりサボテン科の基部を占めるものとしてレウエンベルゲリア属が新設された。レウエンベルゲリア属の中ではカリブ海の雌雄異株性を持つクレードに比較的近縁である。
流通名は混乱している。かつて、欧米の栽培書で誤って花がピンクと紹介されたことがあり、寒い地域では栽培が難しく実物を見たことがある人が少ないこととも相まって、桜キリン（Pereskia nemorosa）と混同された。更に日本ではこの桜キリンに更に大葉キリン（Pereskia grandifolia）との混同が発生し、一時かなりの混乱が発生していた。ただ、この2種との区別は実物を見たことがあれば容易である。桜キリンや大葉キリンはピンク色の花をつけるが、レウエンベルゲリア・ブレオは赤〜黄色の花をつけ、盃状の実で区別が付けられる。葉や枝の風貌も大きく異なっている。

## 栽培
栽培は水と高温と肥料さえ与えれば極めて容易。繁殖も挿し木、実生ともにそれほど難しくない。ただし耐寒性が殆ど無いことから、ヨーロッパや日本など中高緯度の地域での栽培例は少ない。日本では、タイ王国や中南米から何度か導入され、沖縄、瀬戸内海、静岡などで少数の栽培例はあるものの普及はしていない。
沖縄を除く地方では屋内で管理するか冬季10℃以上を保つための設備が必要である。他の木の葉サボテンが維持できる環境でも枯れやすい。また、耐寒性の向上を狙って断水することもサボテン類ではよく行われるが、ほとんど効果が無いばかりか、かえって水不足により衰弱する。沖縄でも低温のため冬季枯れ込みが発生しやすく、花も若干咲きにくい。サボテンではなく熱帯性の植物として扱った方が無難である。ただし棘は強いので注意。